# 尚質王
尚質（琉球語：／  ?；1629年10月1日—1668年12月20日）是琉球國第二尚氏王朝的第10代國王。1648年至1668年在位。童名思德金，是第8代國王尚豐的第四子，也是第9代國王尚賢的弟弟。
1637年，尚質接受佐敷間切的封地，稱佐敷王子；1645年改封中城間切之地。因護得久御殿尚亨（具志川王子朝盈）無嗣，尚質曾被過繼給尚亨當嗣子。1648年，兄尚賢王逝世。尚質被尚亨奉還王室，並繼承了王位。
1650年，尚質王令按司向象賢（羽地王子朝秀）開始編纂《中山世鑑》。同年，清朝遣梁庭漢出使琉球詔諭，但未能到達琉球。1651年，清朝使者謝必振攜琉球使者周國盛至琉球，詔諭尚質歸附。謝必振的船隻於翌年才到達琉球。此時反清復明勢力逐漸衰落，使得尚質開始考慮同清朝正式建立關係。尚質王下令久米村的人不准穿中華衣冠，全部改穿琉球衣冠，並從琉球國俗。
1653年（順治十年），尚質遣王舅馬宗毅、正議大夫蔡祚隆赴京師朝貢，慶祝順治帝登基，並繳納明朝頒發的印綬。翌年順治帝以兵科副禮官張學禮為冊封正使、行人司行人王垓為冊封副使，前往福建造船，準備前去冊封。但鄭成功勢力擁有制海權，故而無法出航。二位冊封使也受到了清廷的處罰。此後琉球以「海氛未靖」為由，不再向清廷朝貢。
1656年，尚質令平啓祥（當間親雲上重陳）利用薩摩藩的廢錢「加治木錢」，鑄造了「鳩目錢」（俗稱「當間錢」），取代京錢（中國錢幣），作為琉球的通用貨幣。不過由於鳩目錢質量極差容易磨損，使得鑄造費用龐大；後來尚質於1662年下令鳩目錢與京錢同為通用貨幣。
1660年，首里城因火災而被焚毀，尚質王遷居於大美御殿。
1662年（康熙元年），鄭成功逝世，清朝逐漸擁有制海權。此時琉球與清朝的關係開始出現轉機。康熙帝令兵科副禮官張學禮、王垓戴罪，再度啟用為正副冊封使，前往琉球，冊封尚質為王。由於首里城尚未修復，這次冊封大典在大美御殿舉行。
為了向清廷謝恩，尚質遣王舅向國用（北谷親方朝暢）、紫金大夫金正春出使清朝；翌年，又派王舅英常春（惠祖親方重孝）、正議大夫林有才慶賀康熙帝的登基。行至梅花津（在今福建長樂市梅花鎮沿海一帶），遭到假扮中國海盜的琉球人的襲擊。英常春等人畏懼而逃；只有蔣思忠（喜屋武筑登之元持）奮力抵抗，被殺。金壺等貢品被劫。向國用、英常春歸國後，薩摩藩將犯罪者處決；又以向國用、英常春失職為由，將他們罷官處死。這就是北谷惠祖事件。
在這次事件之後，向象賢（羽地王子朝秀）在薩摩藩的扶持下成為攝政，並對琉球國進行了一系列改革。
1668年，尚質逝世，其子尚貞繼位。

## 家族
- 父 - 尚豐王
- 母 - 西之按司加那志 (童名眞鍋樽金，號·凉月)
- 妃 - 美里按司加那志（童名眞松金，號·栢窓。父為羽地御殿五世羽地王子朝泰尚維藩）
- 夫人 - 真南風按司（童名恩戸金，號·本空。父為東氏四世知念殿內知念親方政貞）
- 妻
  - 安谷屋阿護母志良禮（童名思戸金，號·本光。父為章氏島袋親雲上正次）
  - 宮城阿護母志良禮（童名眞鍋樽金，號·惠室。父為三世玉城築登之親雲上春紀駱國川）
  - 諸見里阿護母志良禮（童名眞牛金，號·月嶺。父為美里間切嘉手苅村的石川築登之親雲上）
- 子女
  - 長男 - 尚貞、中城王子朝周（母為妃）
  - 次男 - 尚弘毅、大里王子朝亮（母為妃。摩文仁御殿一世）
  - 三男 - 尚弘仁、名護王子朝元（母為妃。名護御殿一世）
  - 四男 - 尚弘才、北谷王子朝愛（母為夫人東氏本空。大村御殿一世）
  - 五男 - 尚弘德、東風平王子朝春（母為惠室。勝連御殿一世）
  - 六男 - 尚弘信、本部王子朝平（母為夫人東氏本光。本部御殿一世）
  - 七男 - 尚弘善、宜野灣王子朝義（母為夫人東氏本光。與那城御殿一世）

- - 長女 - 安谷屋翁主（童名思乙金，號·玉蓮。母為妃。阿波根殿內二世玉城按司尚朝智之妻）
  - 次女 - 諸見里翁主（童名思武樽金，號·寬養。母為月嶺。美里殿內六世嵩原親方安依毛見龍之妻）
  - 三女 - 與那嶺翁主（童名思眞鶴金，號·梅月。母為夫人東氏本光。高嶺御殿二世浦添按司朝式向丕承之妻）
  - 四女 - 大嶺翁主（童名眞世仁金，號·善室。母為夫人東氏本空。金武御殿四世金武王子朝興尚熙之妻）
  - 五女 - 宮平翁主（童名思眞鍋樽金，號·春光。母為夫人東氏本空。伊江御殿五世伊江王子朝嘉向和禮之妻）

## 腳註
1. ↑  奉南明監國魯王朱以海為宗主。

1. 1 2  《球陽·卷之六》
2. 1 2  「《華夷變態》與清、琉球冊封關係的形成」，川勝守
3. ↑  《中山世譜·卷八·尚質王》
4. 1 2  《球陽·附卷之一》
5. ↑  沖繩大百科事典，「北谷惠祖事件」條。沖繩時報，1983年。